# 크리스 맥게리
크리스 맥게리(Chris McGarry, 1966년 8월 19일 ~ )는 미국의 배우, 연극 배우, 텔레비전 배우이다.

## 영화
- 시즈 (2018년)
- 로우리스 : 나쁜 영웅들 (2012년) - 대니 역
- 머니볼 (2011년)
- 언싱커블 (2010년) - 피어스 시장 역
- 어크로스 더 유니버스 (2007년)
- 법과 질서 (1990년)